# لی چینگ (بازیکن تنیس روی میز)
لی چینگ (انگلیسی: Li Ching؛ زادهٔ ۷ مارس ۱۹۷۵) یک بازیکن تنیس روی میز اهل جمهوری خلق چین است. 
وی در مسابقات کشوری و بین‌المللی در مجموع برنده ۱ مدال طلا، ۲ مدال نقره، ۳ مدال برنز شده‌است.